# 6 شعبان
- السبت
- الأحد
- الاثنين
- الثلاثاء
- الأربعاء
- الخميس
- الجمعة

- 2525 يناير 2025
- 2626 يناير 2025
- 2727 يناير 2025
- 2828 يناير 2025
- 2929 يناير 2025
- 3030 يناير 2025
- 131 يناير 2025
- 21 فبراير 2025
- 32 فبراير 2025
- 43 فبراير 2025
- 54 فبراير 2025
- 65 فبراير 2025
- 76 فبراير 2025
- 87 فبراير 2025
- 98 فبراير 2025
- 109 فبراير 2025
- 1110 فبراير 2025
- 1211 فبراير 2025
- 1312 فبراير 2025
- 1413 فبراير 2025
- 1514 فبراير 2025
- 1615 فبراير 2025
- 1716 فبراير 2025
- 1817 فبراير 2025
- 1918 فبراير 2025
- 2019 فبراير 2025
- 2120 فبراير 2025
- 2221 فبراير 2025
- 2322 فبراير 2025
- 2423 فبراير 2025
- 2524 فبراير 2025
- 2625 فبراير 2025
- 2726 فبراير 2025
- 2827 فبراير 2025
- 2928 فبراير 2025

6 شعبان أو 6 شعبان المُعَظّم أو يوم 6 \ 8 (اليوم السادس من الشهر الثامن) هو اليوم الثالث عشر بعد المائتين (213) من أيَّام السنة (أو الرابع عشر بعد المائتين لو كان شهر جمادى الآخرة مُتممًا لليوم الثلاثين أو الخامس عشر بعد المائتين لو أتم كلاً من صفر وربيع الآخر وجمادى الآخرة ثلاثين يوماً) وفق التقويم الهجري القمري (العربي). يبقى بعده 141 أو 142 يومًا لانتهاء السنة.

## أحداث
- 1247هـ - السلطان العثماني محمود الثاني يفتتح «مدرسة جراحخانة عامرة» لتخريج الأطباء الجراحين.
- 1346هـ - وقوع معركة الرقعي بين القوات الكويتية بقيادة الشيخ علي الخليفة العبد الله الصباح وجماعة من الإخوان بقيادة علي بن عشوان.
- 1347هـ - تتويج حبيب الله غازي ملكًا على أفغانستان.
- 1367هـ - مقتل الشاعر الفلسطيني عبد الرحيم محمود في معركة الشجرة ضد اليهود بفلسطين، وكان قد انخرط في الجهاد ضد المستوطنين اليهود مع الشيخ عز الدين القسام، ثم هاجر إلى العراق حيث تخرج ضابطًا، وشارك في ثورة رشيد الكيلاني، ثم عاد لفلسطين.
- 1368هـ - اختيار اسم المملكة الأردنية الهاشمية اسمًا رسميًا للأردن، وإعلان الملك عبد الله بن الحسين ضم الضفة الغربية لنهر الأردن إلى السيطرة الأردنية.
- 1383هـ - مواجهات بين القبارصة الأتراك والقبارصة اليونانيين في قبرص بعد اقتراح للرئيس مكاريوس بتعديل الدستور.
- 1391هـ - انضمام دولة قطر للأمم المتحدة.
- 1406هـ - غارة أمريكية على مدينتي طرابلس وبنغازي الليبيتين.
- 1411هـ - إطلاق سراح عائلة الجنرال المغربي محمد أفقير التي قضت في الاعتقال 20 سنة بسبب اتهام الجنرال بالضلوع في محاولة إسقاط طائرة الحسن الثاني.
- 1412هـ - إعلان حالة الطوارئ في الجزائر بعد الأزمة السياسية فيها.
- 1422هـ - اغتيال القائد في كتائب عز الدين القسام أيمن حلاوة وذلك بسيارة مفخخة.
- 1428هـ - الرئيس الباكستاني برويز مشرف يستقيل من منصبه بعد ضغوطات من قبل حزب الشعب الباكستاني وعصبة باكستان الإسلاميَّة ويغادر البلاد إلى منفاه في لندن.
- 1432هـ - الحكومة اللبنانية برئاسة نجيب ميقاتي تنال ثقة مجلس النواب بأغلبية 68 صوتًا من أصل 128 نائبًا يتألف منهم مجلس النواب مع انسحاب نواب المعارضة من جلسة الثقة.
- 1437هـ - مقتل مصطفى بدر الدين القيادي البارز في حزب الله اللبناني قرب مطار دمشق الدولي.
- 1439هـ - اغتيال العالِم والمحاضر الفلسطيني فادي البطش في العاصمة الماليزية كوالالمبور.
- 1440هـ -
  - الجيش السوداني يُعلن في بيان له عن عزل الرئيس عمر البشير وتعطيل العمل بالدستور، وتشكيل مجلس عسكري يتولى حكم البلاد لفترة انتقالية مدّتها عامين، وذلك عقب الاحتجاجات التي تشهدها البلاد منذ حوالي 4 أشهر.
  - الإعلان عن فوز ويكيبيديا العربية بجائزة محمد بن راشد للغة العربية لسنة 2018 عن فئة «أفضل مبادرة لتطوير المحتوى الرقمي العربي».
- 1442هـ - سامية حسن تؤدي اليمين الدستورية رئيسة لتنزانيا لتصبح أول رئيسة في تاريخ البلاد.

## مواليد
- 1105هـ - عبد الله بن محمد الفيروز، فقيه حنبلي نجدي.
- 1352هـ - علي شريعتي، مفكر إيراني.
- 1354هـ - محمد حسين فضل الله، مرجع ديني شيعي لبناني.
- 1362هـ - محمد بديع، مرشد عام جماعة الإخوان المسلمين.
- 1392هـ - مي البلوشي، ممثلة كويتية.
- 1400هـ - أحمد مكي، ممثل مصري.
- 1402هـ - صالح الشيخ، لاعب كرة قدم كويتي.
- 1404هـ - فوزي بشير، لاعب كرة قدم عُماني.

## وفيات
- 222 هـ - محمد بن عمر المعيطي، محدث وفقيه بغدادي.
- 574 هـ - ابن الصيفي سعد بن محمد المعروف بـ «حيص بيص»، شاعر وفقيه شافعي عباسي.
- 1367 هـ - عبد الرحيم محمود، شاعر فلسطيني.
- 1407 هـ - نعمان عاشور، كاتب مصري.
- 1409 هـ - سليم الزركلي، شاعر ومسؤول سوري.
- 1422 هـ - أيمن حلاوة، قائد في كتائب عز الدين القسام.
- 1427 هـ - نجيب محفوظ، أديب ومفكر مصري حاصل على جائزة نوبل في الأدب.
- 1428 هـ - عتاب، مغنية سعودية.
- 1437 هـ - مصطفى بدر الدين، قيادي في حزب الله اللبناني.
- 1439 هـ - فادي البطش، عالم وأكاديمي فلسطيني.
- 1442 هـ -
  - محمد علي الصابوني، عالم مسلم سوري.
  - عبدالوهاب خليل، ممثل مصري.

## وصلات خارجية
- موقع قصة الإسلام: حدث في شهر شعبان.